# サンダードルフィン
- 東京ドームシティアトラクションズ > サンダードルフィン
- ラクーア > サンダードルフィン

サンダードルフィン（英語: Thunder Dolphin）は、東京ドームシティ内のラクーアにある東京ドームシティアトラクションズのジェットコースターである。日本初導入となるインタミン社のメガ・コースターという機種を採用している。
協賛企業はアート引越センター。アトラクションの掛け声は「ゼロ・いち・に・サンダー！」。

## 概要

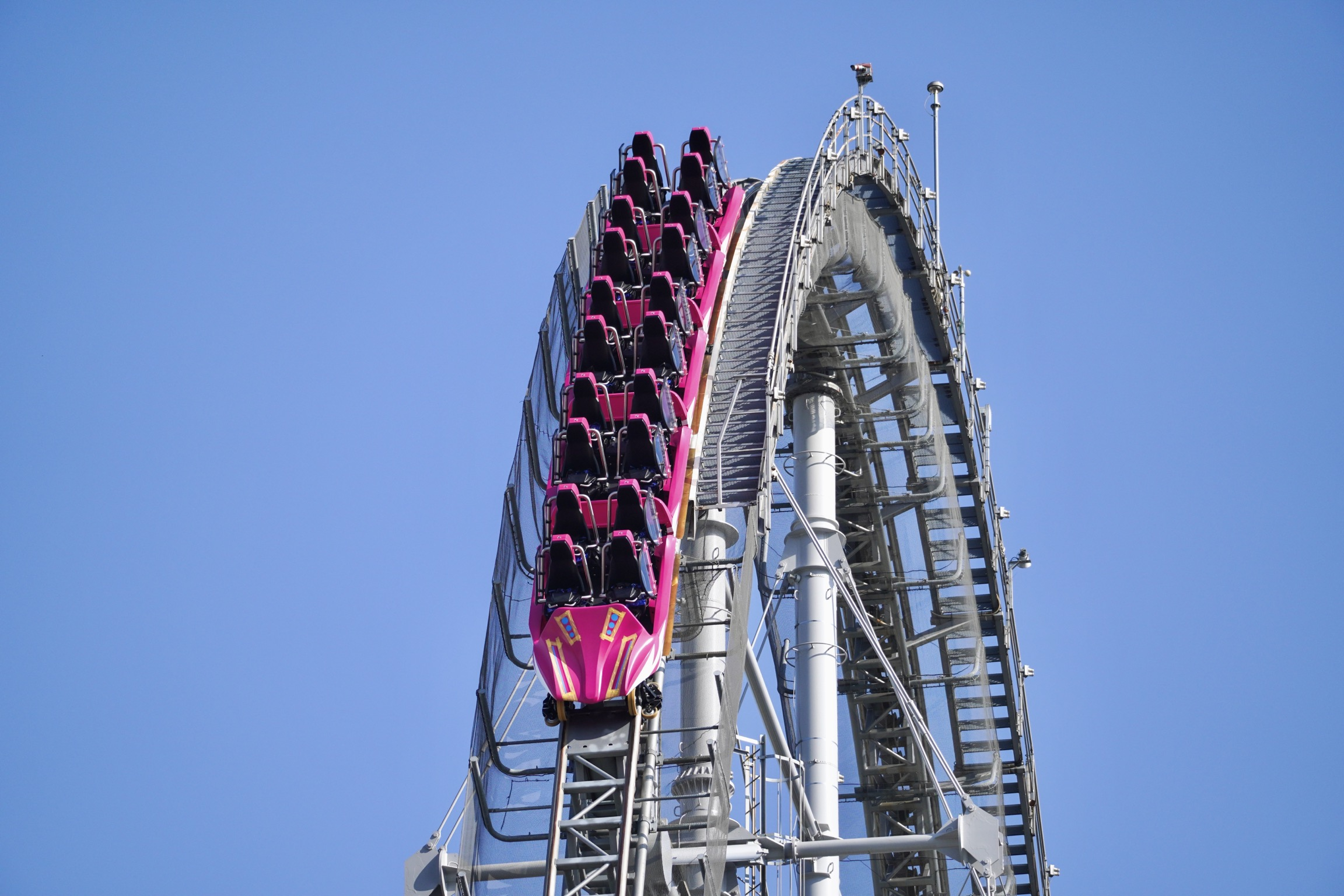
サンダードルフィンの下降（新車両）

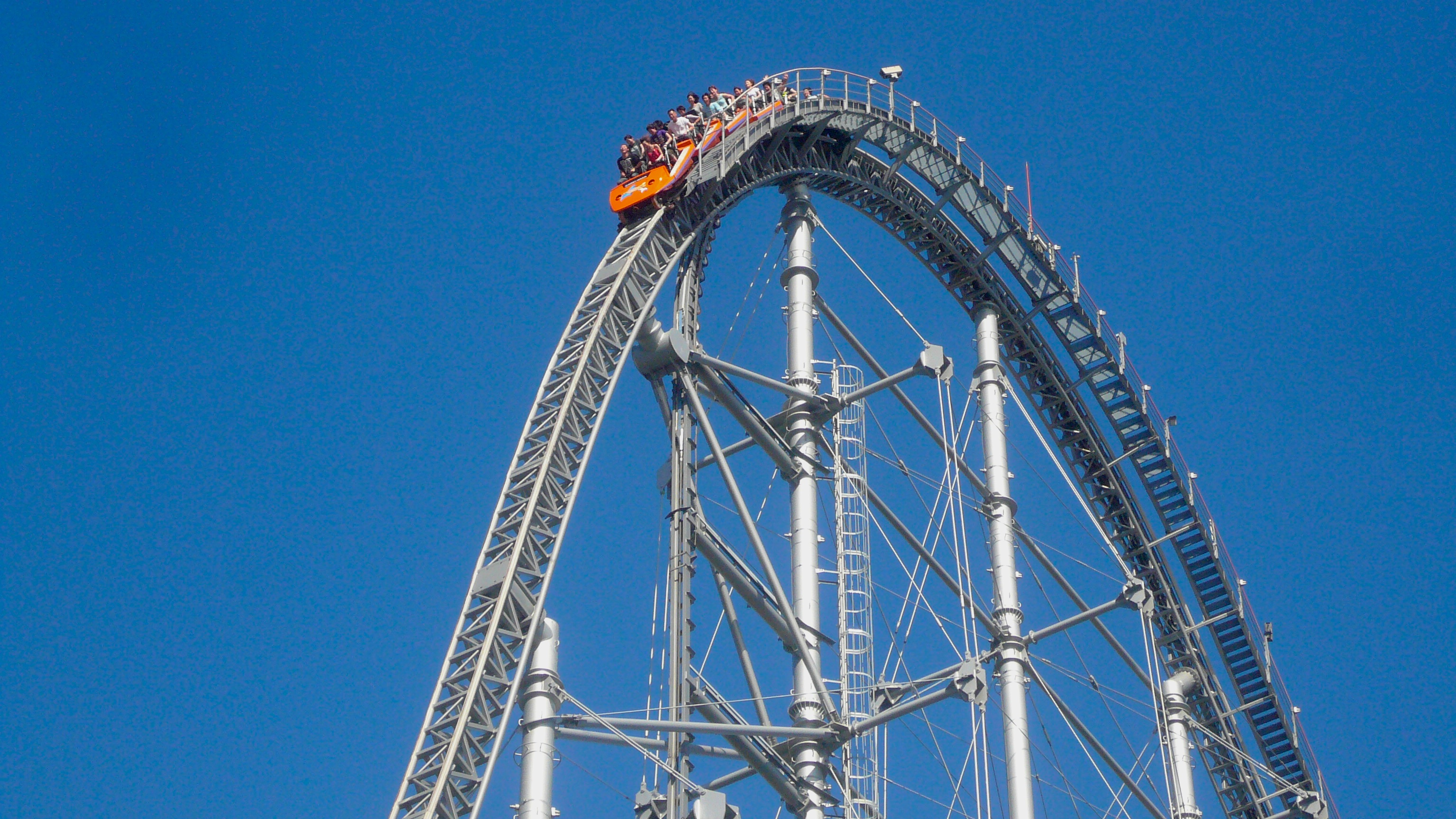
サンダードルフィンの下降（旧車両）

後楽園ゆうえんち（現・東京ドームシティアトラクションズ）旧コースターランドの再開発によってラクーアとともに建設され、2003年5月1日のラクーアの開業と同時に営業を開始した。東京都内では最も高く、最も速いコースターである。建設にあたっては、近隣のマンションの住民ら111人が「乗客の絶叫が生活環境や健康に影響する」として建設に反対し、東京都の公害審査会に調停を申請した。その際、文京区は独自の調査を行なった上で東京ドーム側に対策を要請することで収束した。
新車両導入に伴い、2022年10月10日をもって一時的に営業を休止した。それに先立ち、劇場アニメ「劇場版 転生したらスライムだった件 紅蓮の絆編」とコラボしたイベント「転生してもサンダードルフィンになる件」が9月1日から10月10日まで行われた。車両がコラボラッピング仕様になった他、旧車両に乗れるチケットと新車両の試乗会でも使えるチケットがセットになった「新旧車両乗り比べチケット」が2,000円で販売された。新車両は2023年4月6日から運行を開始した。

### コース
ラクーアビルよりも高い位置である地上80.5mの高さから最大傾斜角74度で降下し、その後はラクーアビルの屋上を走行したり、壁穴を突き抜けたり、センターレス大観覧車「ビッグ・オー」の中心を潜り抜けて再びドロップと急上昇を行い、1週目のコースと並走するレイアウトを走行して、ホームへ到着する。全体がイルカ泳ぎを連想する高スピードと小刻みなキャメルバックが設定されている。また、コース高架の真下はほとんどの箇所が園内のペデストリアンデッキとの立体交差となっており、周回路の4割程度が春日通りに面している。
巻き上げ装置にはウインチを使用しており、多くのコースターで使用されているローラーチェーン式に比べて巻き上げ速度が速く、地上80mの頂上まで約30秒で上昇する。また、巻き上げ角度も45.5度とかなりの急傾斜である。巻き上げ機は最頂部の真下（一般通路の屋根上）に置かれている。制動装置には渦電流式ブレーキを使用しており、騒音が少ない。
カメラは巻き上げ前と2回目のビル上昇前に設置されており、その2か所で撮影された写真を合成させたライドフォトを乗車後に購入できる。基本的に土日祝日のみ行っている。
落下事故防止のため、そして車輪巻き込まれ事故防止のため手荷物は全て鍵付きのロッカーへ預けることになっている。また、腕時計やブレスレット、眼鏡、衣類のポケット内の金属類、ズボンのベルトホールに着けたカラビナ・チェーンなども外すように指示される。ロッカーは当初はプラットホームの降車側にのみ設置されていたが、旧車両の末期には乗り場へ上がる階段横にも設置され、こちらは混雑時に使用する。旧車両の初期には、車両の各座席の間に小物入れが設置されており、携帯電話やメガネなどのポケットに入る程度のものを入れる事が可能であった。

### 車両
開業当初の車両はイエローとオレンジの2編成で、1両あたり4人乗りの6両編成、計24人乗りであった。各車両後列の座席は前列より高めに設置されていた。
新車両は阪和興業製でピンクとイエローの2編成となり、1両あたり4人乗りの5両編成・計20人乗りで、全長13,140mm。空気抵抗を減らし、さらなる快適な乗り心地を追求した形状となっている他、座席は横に透明なパネルをつけ、ヘッドレストも追加され、安全バーが上から腰に下ろすタイプに変更された。車体にはLEDライトがあり、夜間走行時に点灯する。

### スキップパス
少ない待ち時間で乗れる時間指定の「スキップパス」が数量限定で販売されている。アトラクション利用料金とは別で、1枚1,000円。

## 事故・トラブル
- 2010年12月5日、運転中のコースターから部品が落下して地上で跳ね返り、下を通りかかった女児に当たる事故が発生し、女児は軽傷を負った。そのため、遊園地側は同日より緊急点検のため、運転を休止した[13]。2013年4月1日、運転再開に向けて同年4月2日より4ヶ月かけて改修工事を行うことを発表[14]し、約2年8ヶ月の休止を経て、2013年8月1日に運転を再開した[15]。
- 2023年5月31日、コースターの車両が上昇中に緊急停止し、乗客19人が一時取り残された[16]。停止から約15分後に、運営側が手動で1周させて車両をスタート地点に戻し、乗客を全員降ろした[17]。けが人はいなかった[18]。原因はセンサーが検知せず、衝突防止システムが誤作動したことだった[19]。
- 2023年7月31日、コースターの車両が上昇中に緊急停止し、乗客14人が一時取り残された[20]。停止から約7分後に、運営側が手動で1周させて車両をスタート地点に戻して乗客を全員降ろし、けが人はいなかった。電流を制御する機器の不具合によって回路内に生じた過電流が影響し、ブレーカーを遮断させたことが原因だった。原因となった機器の部品交換を行い、8月11日に運行を再開した[21]。